# Atari
Pour les articles homonymes, voir Atari (homonymie).
Atari est une marque historique de l'industrie vidéoludique. Elle est créée en 1972 à la fondation d'Atari Inc., une entreprise considérée comme pionnière et fondatrice de l'industrie du jeu vidéo. La marque est actuellement exploitée par l'entreprise française Atari SA.

## Historique

### Résumé
La frise chronologique présente l'historique de la marque, de l'entreprise et des propriétés intellectuelles Atari.

### Atari Inc.

Pong, l'un des premiers jeux vidéo de l'histoire.

Au printemps 1971, Nolan Bushnell et Ted Dabney commencent à élaborer leur propre version de Spacewar!, appelé Computer Space. Le projet est revendu à Nutting Associates fin 1971. Le 27 juin 1972, Bushnell et Dabney fondent la société Atari en Californie.
Le 24 novembre 1972, Atari commercialise sa première borne d'arcade, Pong. Le jeu est conçu en trois mois par l'ingénieur Allan Alcorn, selon une idée proposée comme exercice par Bushnell. « Je n'ai pas inventé le jeu vidéo. Je l'ai commercialisé. », explique Nolan Bushnell.
Le second jeu de la société, Space Race, est lancé le 16 juillet 1973. Ted Dabney, inquiet par la montée de la concurrence, se désengage de la société. Pour s'assurer des parts de marché, Bushnell décide de faire signer des contrats d'exclusivité avec un distributeur pour chaque zone géographique. Comme une zone est couverte en moyenne par deux distributeurs, il fait monter en secret une seconde compagnie de manufacture, Kee Games, présidée par son ami Joe Keenan, pour démarcher le second distributeur de chaque zone. Des jeux produits indépendamment par Kee Games et Atari sont finalement commercialisés par les deux compagnies avec des modifications cosmétiques et un titre différent. En 1975, la compagnie lance la console Atari Pong, la version familiale du jeu.
En mars 1976, Breakout est un nouveau hit en salle d'arcade. En octobre 1976, Nolan Bushnell revend Atari Inc. à Warner Communications pour environ 28 millions de dollars,. En 1977, la société sort sa première console à cartouche, l'Atari 2600 (ou Atari VCS), qui s'impose comme le système leader sur le marché, atteignant plus de 40 millions d'unités écoulés au total. Atari se lance ensuite dans la conception d'ordinateurs personnels avec la gamme Atari 8-bit. Malgré des capacités graphiques avancées, la gamme reste dans l'ombre du Commodore 64.
Au début des années 1980, la société est opposée à une forte concurrence et perd de plus en plus d'argent, jusqu'à un million de dollars par jour[Quand ?]. Le krach du jeu vidéo de 1983 aux États-Unis accentue les difficultés financières. Le 3 juillet 1984, Atari revend la division « ordinateur et console de jeu » à Tramel Technology, la société créée par Jack Tramiel, le fondateur de Commodore International, remercié quelques mois plus tôt. La division est renommée Atari Corporation. La branche « arcade » (Marble Madness, Paperboy), renommée Atari Games en 1984, devient pour quelques mois une filiale de Namco en 1985 avant de prendre son indépendance.
Désormais, Atari Corporation et Atari Games sont deux sociétés distinctes.

### Atari Games
En 1984, Warner Communications conserve la branche arcade Atari Coin et la renomme Atari Games, puis continue ses activités sur le marché de l'arcade et connaît divers succès (Super Sprint, Hard Drivin'). À partir de 1987, la compagnie réinvestit le marché des systèmes familiaux (des adaptations essentiellement) par l'intermédiaire de sa filiale Tengen (et la société Domark Software pour le marché micros) : sur le marché familial, les droits de la marque Atari sont réservés à Atari Corporation. À la fin des années 1980, la société connaît divers démêlés avec Nintendo (concernant les frais de licence, les droits du jeu Tetris). En 1993, Time Warner reprend le contrôle d'Atari Games, qui devient Time Warner Interactive (le label Atari Games demeure utilisé, celui de Tengen est abandonné). En 1996, WMS Industries (Williams Electronics Games, Bally Midway) récupère Time Warner Interactive.
Rebaptisé Midway Games West, Atari Games est définitivement dispersé en 2003. Midway continue d'exploiter le catalogue jusqu'en 2009, puis fait faillite. Tous les actifs de Midway Games sont rachetés par Warner Bros.

### Atari Corporation

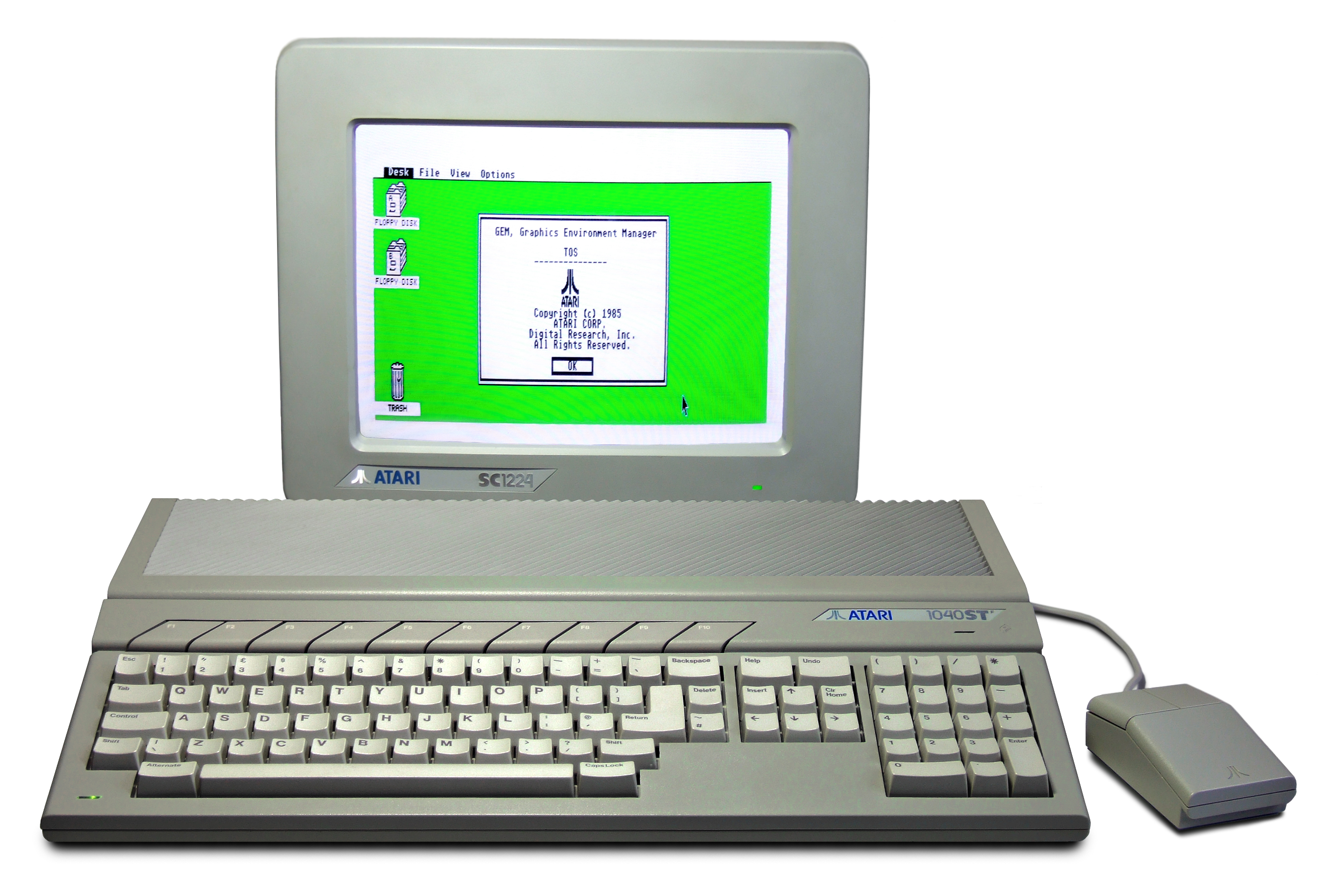
L'Atari ST, un ordinateur personnel 16/32-bit.

Racheté par Jack Tramiel en 1984, les divisions ordinateur et consoles de jeux sont renommées et unifiées en tant qu'Atari Corporation. L'entreprise se sert du stock restant des consoles pour maintenir la société à flot pendant le développement de son nouvel ordinateur 16/32 bits, l'Atari ST. En 1985, la société commercialise des mises à jour de sa ligne d'ordinateur 8 bits, la série Atari XE, et lance la gamme Atari ST, qui permet au groupe de se redresser. Avec ses prises MIDI intégrées, l'Atari ST s'impose comme la machine de référence pour de nombreux musiciens et contribue de façon non négligeable à l'essor de la musique assistée par ordinateur. Cette gamme connaît un grand succès, principalement en Europe. Elle est concurrencée par la gamme Amiga de Commodore.
En 1989, Atari Corp. lance la console portable couleur, Lynx. Saluée par la critique, elle est éclipsée par le succès de la Game Boy de Nintendo. En 1992, la compagnie lance l'ultime évolution de la gamme Atari ST, le Falcon. Il connaît un succès relatif auprès des musiciens en raison de ses capacités de traitement audio sur huit pistes, en direct-to-disk. Face à la montée des compatibles PC, les ventes ne décollent pas et la production est arrêtée dès la fin de l'année 1993. Atari Corp. se concentre désormais sur le marché des consoles et du logiciel, par le lancement en 1993 de la Jaguar, la première console de salon 64 bits. La console ne parvient pas à s'imposer face aux géants Nintendo et Sega.
En 1996, Atari Corp. cesse toute activité dans l'industrie du jeu vidéo, jugée erratique. Le 30 juillet 1996, elle fusionne avec JTS, un fabricant de disque dur, devenant sa filiale. Le 23 février 1998, JTS revend les propriétés intellectuelles d'Atari Corp. à Hasbro Interactive, la division interactive du groupe américain Hasbro, pour cinq millions de dollars.

### Atari Interactive
En mars 1998, JTS vend la marque et les actifs Atari à Hasbro Interactive pour 5 millions de dollars (Warner Communications avait payé cinq fois plus cher 22 ans plus tôt). La vente comprend principalement la marque et les propriétés intellectuelles, qui seront rachetées le 23 janvier 1998 par Hasbro Interactive et qui crée une filiale nommée Atari Interactive. La marque Atari change à nouveau de mains le 29 janvier 2001, lorsque l'éditeur de logiciels français Infogrames Entertainment acquiert Hasbro Interactive puis la renomme Infogrames Interactive.

### Atari Inc. (Infogrames Inc.)
En 2001, Infogrames Entertainment acquiert Hasbro Interactive et devient propriétaire de la marque Atari (elle met également la main sur MicroProse et Games.com). À partir de 2003, Infogrames Entertainment adopte le nom de cette marque pour l'ensemble de ses opérations commerciales et de ses activités tout en gardant sa dénomination sociale,,. Infogrames Inc., sa filiale américaine cotée au NASDAQ, est devenue Atari Inc.

### Atari SA (Infogrames Entertainment SA)
En mai 2009, Infogrames Entertainment, société mère du Groupe Atari, annonce qu'elle va adopter le nom Atari afin « de bénéficier de la notoriété de la marque à travers le monde ».
Le 21 janvier 2013, les filiales américaines (Atari Inc., Atari Interactive Inc., Humongous Inc. et California US Holdings), suivies par la maison mère française Atari SA, déposent le bilan,.
Le 5 décembre 2013, la cour américaine accepte un plan de remboursement de la dette d'Atari payable à Alden Global Capital, permettant à Atari Inc. d'être relancée. Le 24 décembre 2013, Atari SA reprend le contrôle de ses filiales américaines Atari Inc. et Atari Interactive.
Frédéric Chesnais, un ancien employé d'Infogrames Entertainment de 2000 à 2007, président de Ker Ventures, fait renaître la marque en lançant la création début 2014 d'une nouvelle plateforme de jeu en ligne appelée Atari Casino, dont le but est de se concentrer sur les jeux sociaux de casino en ligne,. Frédéric Chesnais dirige une nouvelle équipe de dix employés.
En 2016, Atari retourne dans les salles d'arcade grâce à une adaptation du jeu Breakout sous forme d'un jeu vidéo du type jeu de rachat. Au début de l'année 2017, un projet de table cocktail intégrant le jeu Pong est licencié par Atari.
En septembre 2017, Atari dévoile des informations sur une nouvelle console de jeux vidéo appelée Ataribox, dont la sortie est prévue pour le printemps 2018. Le 19 mars 2018, Atari annonce que la console prend le nouveau nom d'Atari VCS et dévoile la date d'ouverture pour les précommandes, fixées en avril 2018.

## Productions célèbres
|                                              | Informatique | Consoles                                                                               | Jeux vidéo |
| -------------------------------------------- | --- | -------------------------------------------------------------------------------------- | --- |
| Atari Inc. 1972 - 1984                       | Ordinateurs personnels de la famille des Atari 8-bit. - Atari 400 - Atari 800 - Atari 1200XL - Atari 600XL - Atari 800XL - Atari 65XE - Atari 130XE - Atari 800XE | - Atari 2600 - Atari 5200 - Atari Video Pinball - Atari Stunt Cycle - Atari Game Brain | - Asteroids - Battlezone - Breakout - Centipede - Gran Trak 10 - I, Robot - Lunar Lander - Major Havoc - Missile Command - Night Driver - Pong - Star Wars - Tempest |
| Atari Games 1984 - 2000                      | - | -                                                                                      | - APB: All Points Bulletin - Gauntlet - Hard Drivin' - Marble Madness - Paperboy - Rampart - San Francisco Rush 2049 - S.T.U.N. Runner - Super Sprint - Vindicators  |
| Atari Corporation 1984 - 1996                | Ordinateurs 16 et 32-bit - ST : 68000 à 8 MHz - 512 ko à 1 Mo de RAM - lecteur de disquette séparé. - STF : Idem ST mais lecteur de disquette intégré au boîtier ainsi que l'alimentation - 512 ko à 1 Mo RAM. - Mega ST : Version pro du STF avec boîtier plat et clavier séparé - 1 Mo à 4 Mo RAM. - Stacy : Version transportable du STF intégrant un écran LCD, un trackball et, en option, un disque dur. - STE : STF avec chip graphique amélioré et sortie son stéréo PCM - 512 ko à 4 Mo RAM. - Mega STE : Version pro du STE avec boîtier plat et clavier séparé - 68000 à 16 MHz + cache - Emplacement pour un disque dur interne - coprocesseur 68882 arithmétique en option. - ST Book : Version portable du STE intégrant un écran LCD, un disque dur. Le lecteur de disquette est en option. - TT : 68030 à 32 MHz - Modes graphiques supplémentaires - 4 à 270 Mo RAM - Disque dur intégré - Boîtier similaire au Mega STE mais sorti avant ce dernier - Falcon030 : 68030 à 16 MHz + DSP 56001 à 32 MHz - 4 ou 14 Mo RAM - Disque dur intégré - Chip graphique type VGA avec sortie vidéo composite - Entrées et sorties son stéréo 16 bits 49,1 kHz et connexion numérique SPDIF 8 canaux en option. | - Atari 5200 - Atari 7800 - Lynx - Lynx II - Jaguar - Jaguar CD - Atari XEGS           | |
| Atari Interactive Atari Inc. Atari SA 1998 - | - | - Atari Flashback ; - Atari VCS (2018).                                                | [ 26 ] |

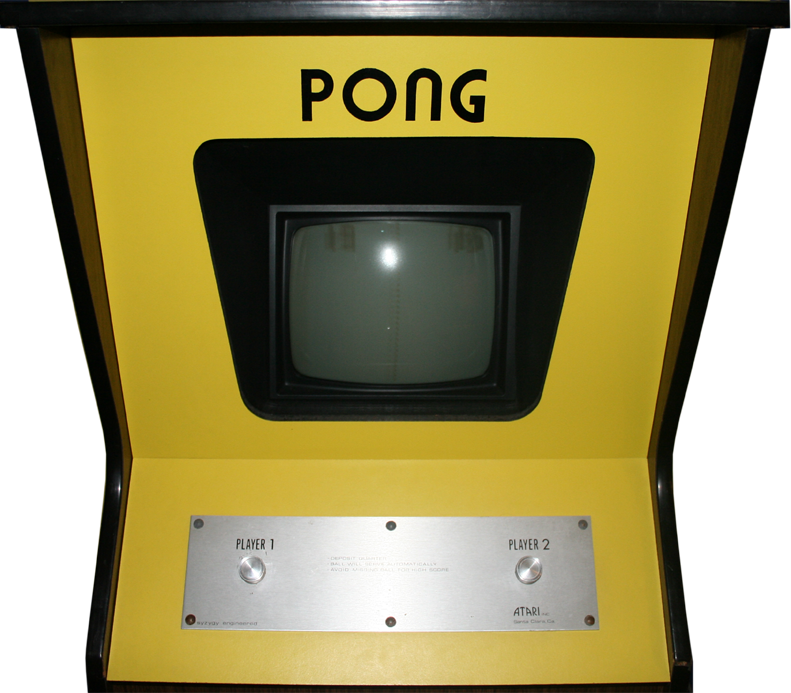
La borne d'arcade Pong.
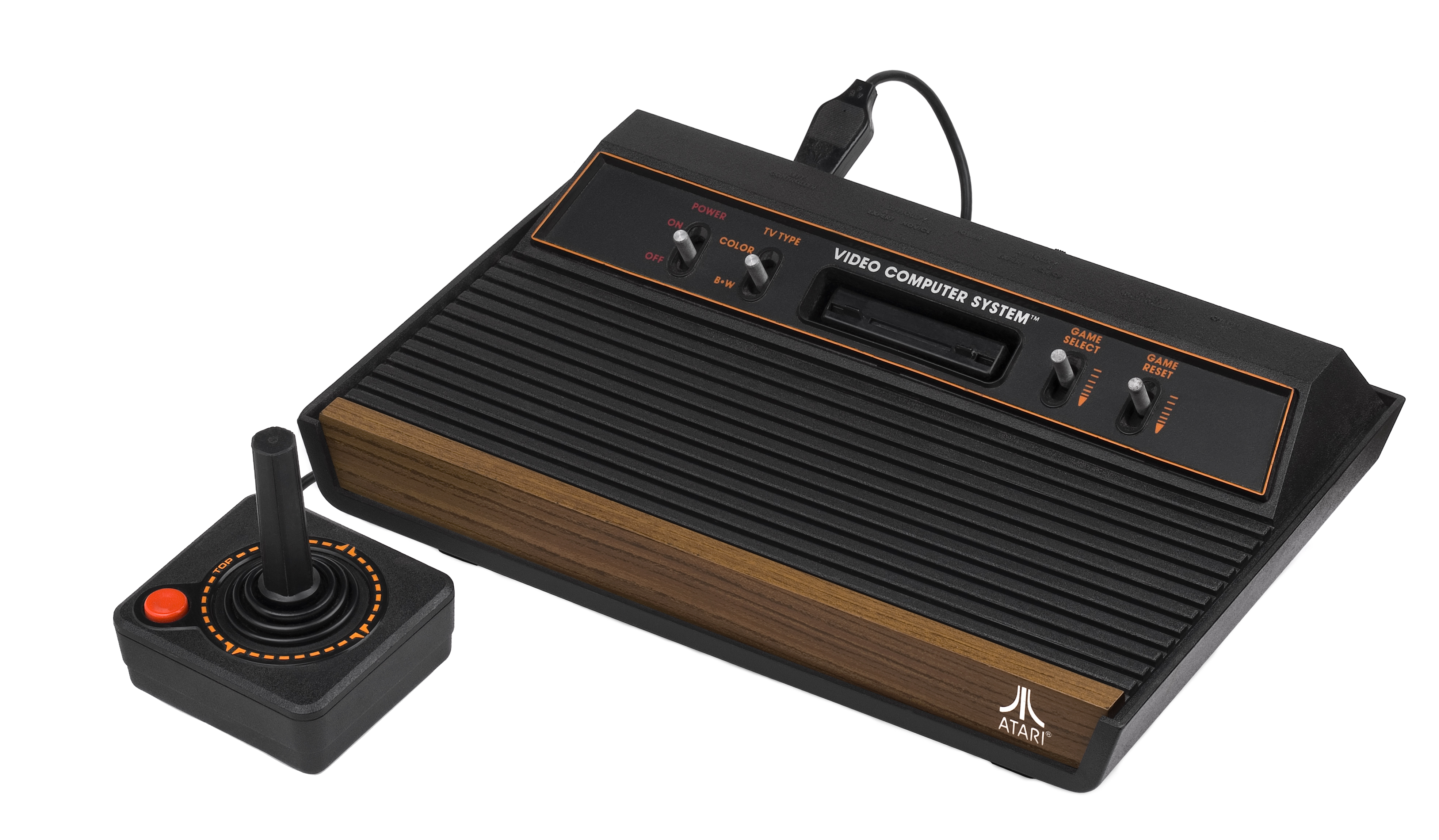
Troisième version du Video Computer System, vendu de 1980 à 1982.
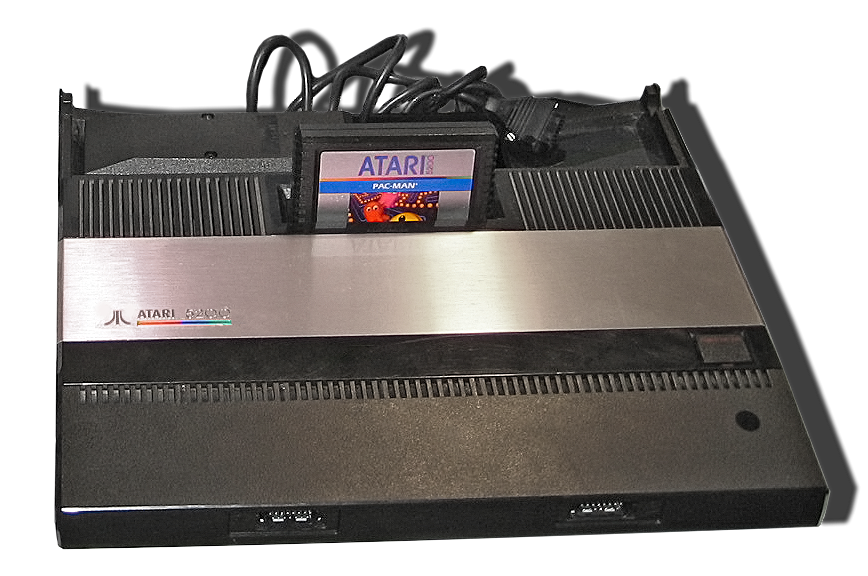
La console de jeu Atari 5200.
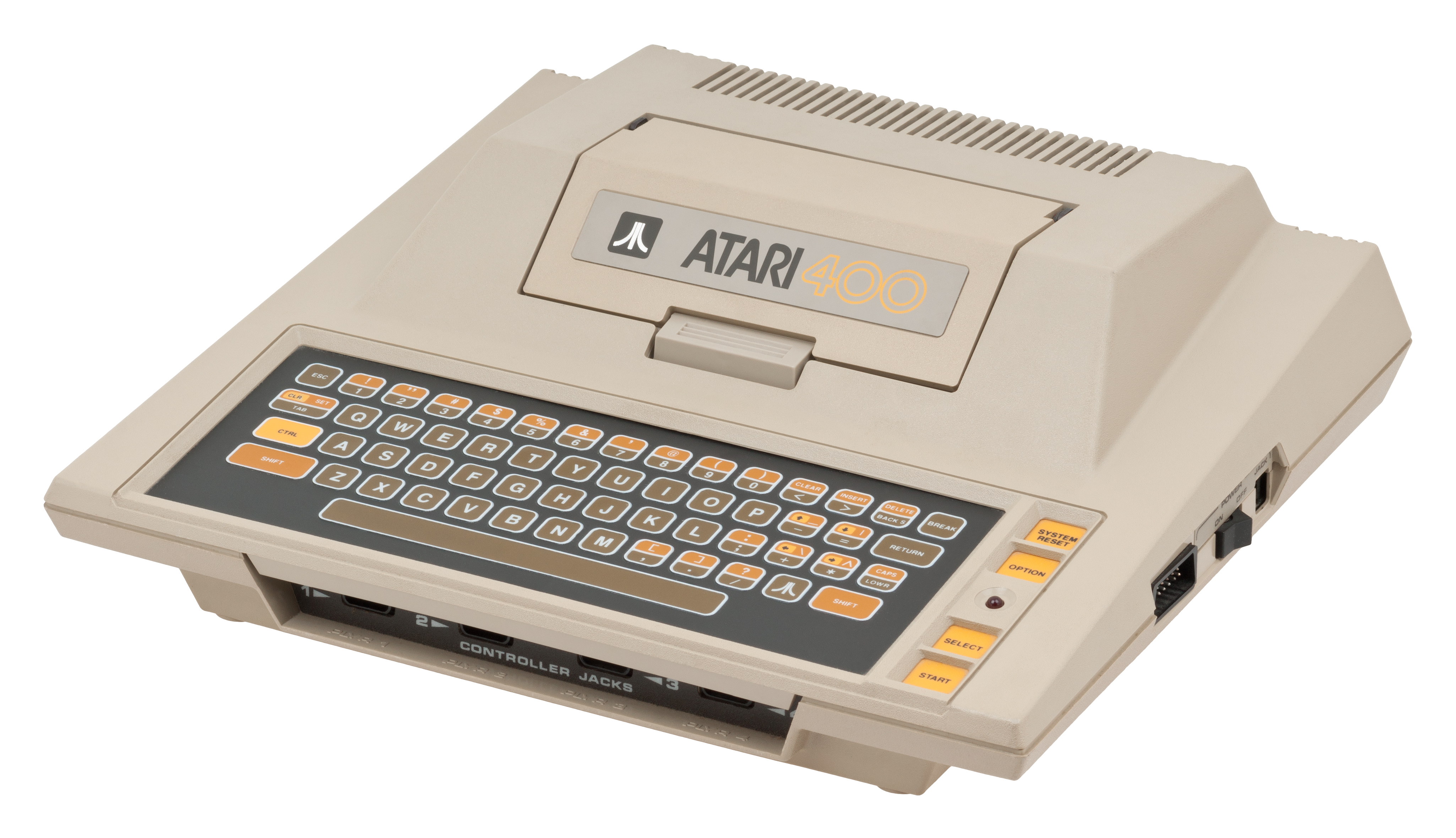
L'Atari 400 est commercialisé en 1979.
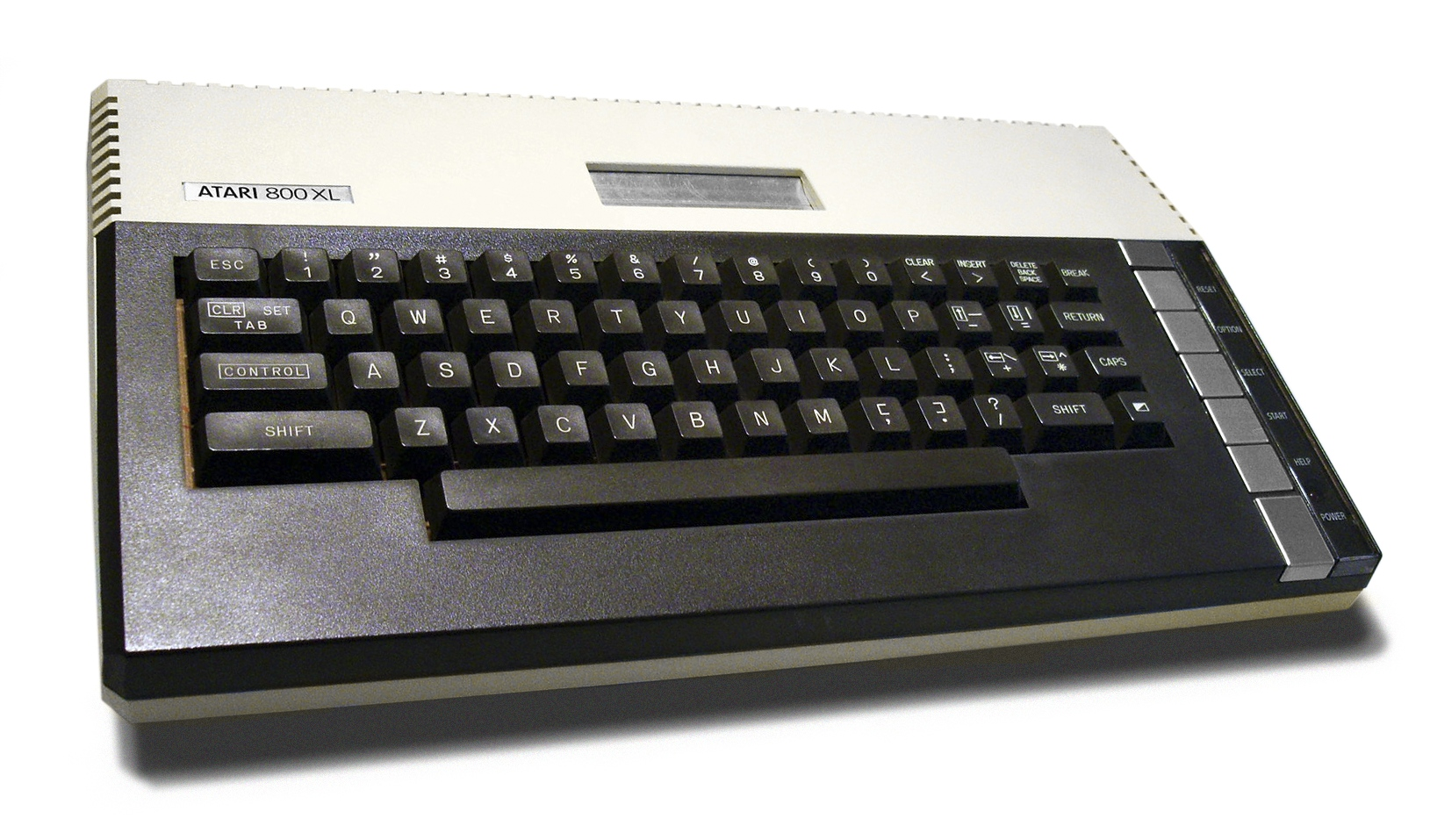
L'ordinateur personnel Atari 800XL.
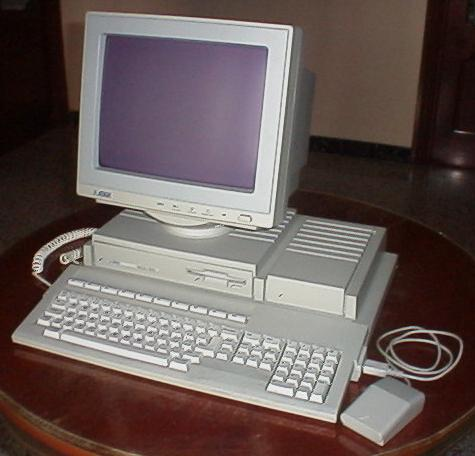
Atari Mega STE.
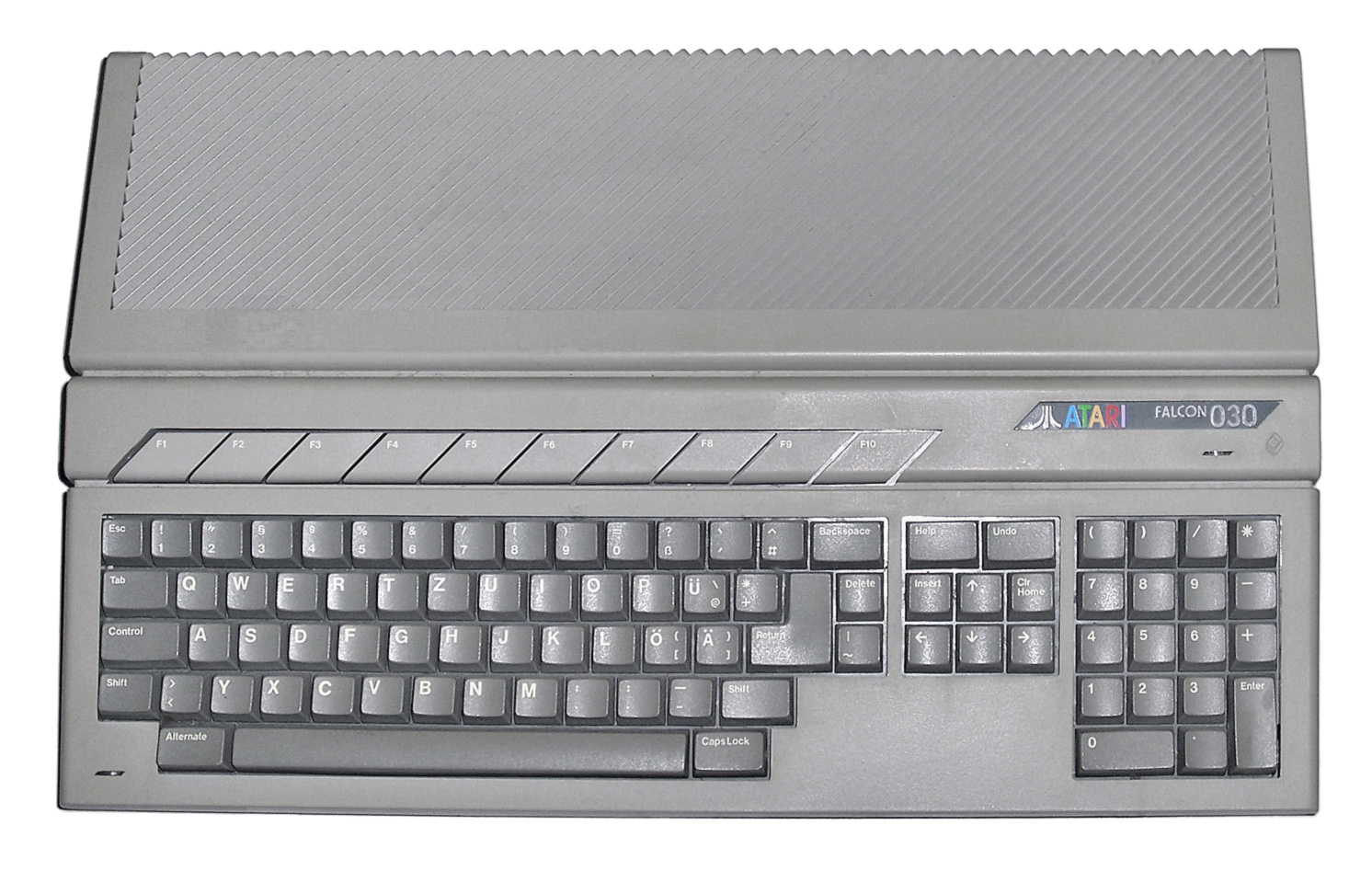
L'ordinateur personnel Atari Falcon030.

## Annexe